# Avenida San Francisco
La avenida San Francisco es una arteria vial del sector poniente de la metrópoli de Santiago de Chile. Se extiende en dirección oeste-este, uniendo principalmente a las comunas de Pudahuel, Cerro Navia y Lo Prado.

## Etimología
El nombre de la avenida recuerda a Francisco de Asís, santo italiano nacido en 1182 y fallecido en 1226, fundador de la Orden Franciscana. Es el primer caso conocido en la historia de estigmatizaciones y el patrono de los animales, canonizado en 1228.

## Características
Es una vía de doble calzada con bandejón central en dos tramos, el más oriental de ellos embellecido y empastado y que comprende desde la Avenida Neptuno hasta el Camino de Loyola. El segundo tramo, comprende desde la calle Jorge Washington y la calle San Andrés, marcando el inicio del Persa San Francisco y el paso por el Persa Teniente Cruz. En ambas partes, la avenida está bordeada en su parte septentrional por el Parque San Francisco de la comuna de Cerro Navia, y la Plaza Teniente Cruz en Pudahuel.
También posee dos tramos de solo una pista por sentido sin bandejón, uno de ellos entre el Camino de Loyola y la calle Jorge Washington, donde pasa por un templo de la Iglesia de los Santos de Últimos Días y diversos locales comerciales. En el segundo tramo, parte desde San Andrés hasta la Avenida Serrano, donde pasa por la Plaza de Armas de Pudahuel.
- Datos: Q5714066